# Viola Hambidge
Viola Hambidge (* 15. Juli 2006) ist eine estnische Sprinterin und Hürdenläuferin, die sich auf die 400-Meter-Distanz spezialisiert hat.

## Sportliche Laufbahn
Erste internationale Erfahrungen sammelte Viola Hambidge im Jahr 2022, als sie bei den U18-Europameisterschaften in Jerusalem mit 5472 Punkten den sechsten Platz im Siebenkampf belegte. Anschließend gewann sie beim Europäischen Olympischen Jugendfestival (EYOF) in Banská Bystrica mit 5383 Punkten die Silbermedaille. Im Jahr darauf wurde sie bei der 2. Liga der Team-Europameisterschaft im Rahmen der Europaspiele in Chorzów in 55,22 s 55,22 s Vierte im B-Lauf über 400 Meter und gelangte mit der estnischen Mixed-Staffel über 4-mal 400 Meter mit 3:19,47 min auf den ersten Platz im B-Lauf. Anschließend belegte sie beim EYOF in Maribor mit 5578 Punkten den vierten Platz im Siebenkampf sowie in 2:09,06 min auch in der Sprintstaffel (1000 Meter). 2024 schied sie bei den U20-Weltmeisterschaften in Lima mit 58,91 s im Halbfinale im 400-Meter-Hürdenlauf aus und im Jahr darauf wurde sie bei der 2. Liga der Team-Europameisterschaft in Maribor in 3:24,10 min Sechste im B-Lauf in der Mixed-Staffel. Anschließend gewann sie bei den U20-Europameisterschaften in Tampere in 56,71 s die Bronzemedaille über 400 m Hürden.
In den Jahren 2024 und 2025 wurde Hambidge estnische Meisterin im 400-Meter-Lauf sowie 2024 über 400 m Hürden und in der Sprintstaffel. Zudem wurde sie 2025 Hallenmeisterin über 400 Meter.

## Persönliche Bestleistungen
- 400 Meter: 54,08 s, 29. Juni 2024 in Tallinn
  - 400 Meter (Halle): 55,64 s, 15. Februar 2025 in Tallinn
- 400 m Hürden: 56,71 s, 9. August 2025 in Tampere (estnischer U20-Rekord)